# Partido Democrático da Albânia
O Partido Democrático da Albânia (em albanês: Partia Demokratike e Shqipërisë) é um partido conservador de centro-direita da Albânia, fundado oficialmente em 12 de dezembro de 1990. Atualmente, o partido constitui-se no líder do bloco oposicionista ao governo de centro-esquerda liderado por Edi Rama, líder do Partido Socialista da Albânia.

## História
Foi fundado em 1990 por Aleksander Meksi, Arben Imami, Azem Hajdari, Edmond Budina, Eduard Selami, Genc Ruli, Gramoz Pashko, entre outros, e se tornou o primeiro partido de oposição após sua legalização.
Nas eleições parlamentares de 1992, o líder do partido Sali Berisha é conduzido à presidência, e renuncia em 1997 após confrontos em Tirana, capital do país, que mataram cerca de 1500 pessoas. Após os distúrbios e a renúncia de Berisha, Rexhep Mejdani, do PSSh, é eleito presidente pelo Parlamento da Albânia. 
Em 1998, um deputado do partido, Azem Hajdari é assassinado. Entretanto, nas eleições parlamentares de 2005, o partido vence as eleições com maioria relativa e Serisha é nomeado primeiro-ministro do país.

## Resultados eleitorais
| Data | Votos     | %     | +/-   | Deputados | +/-  | Status   |
| ---- | --------- | ----- | ----- | --------- | ---- | -------- |
| 1991 | 720 948   | 38,7% | Novo  | 75 / 250  | Novo | Oposição |
| 1992 | 1 046 193 | 57,3% | 18,6% | 92 / 140  | 17   | Governo  |
| 1996 | 914 218   | 55,5% | 1,8%  | 122 / 140 | 30   | Governo  |
| 1997 | 315 677   | 24,1% | 31,4% | 24 / 155  | 98   | Oposição |
| 2001 | 494 272   | 36,9% | 12,8% | 46 / 140  | 22   | Oposição |
| 2005 | 602 066   | 44,1% | 7,2%  | 56 / 140  | 10   | Governo  |
| 2009 | 610 463   | 40,2% | 3,9%  | 68 / 140  | 12   | Governo  |
| 2013 | 528 373   | 30,6% | 9,6   | 50 / 140  | 18   | Oposição |
| 2017 | 456 481   | 28,8% | 1,8%  | 43 / 140  | 7    | Oposição |
| 2021 | 622 234   | 39,4% | 10,6% | 59 / 140  | 16   | Oposição |